# Лична заштитна одећа за ватрогасце
Лична заштитна одећа за ватрогасце (ЛЗО) треба да заштити ватрогасца од различитих врста опасности којима може бити изложен у току гашења пожара или при некој другој интервенцији. То значи да треба да задовољи одређене функције и да буде удобна при ношењу. Да би се то постигло, важан је избор текстилних материјала за израду заштитне одеће, посебно комбинација материјала, када се одећа састоји од више слојева. При изради заштитне одеће мора се водити рачуна о релевантним стандардима и законској регулативи у овој области, да би одећа обезбедила адекватну заштиту од разних врста штетног деловања у условима у којима ће се примењивати. Поред тога, потребно је да се заштитна одећа правилно користи.
У пракси се, врло често, јавља више опасности у исто време, као што је у случају пожара. Због тога, ватрогасна заштитна одећа мора да штити од свих опасности које се могу јавити у току пожара. Наиме, све ватрогасне јединице морају, поред обуће и опреме, бити снабдевене одговарајућом одећом за заштиту од пламена и топлоте, агресивних материја и радиоактивности, како би се гашење пожара и спасавање људи и материјалних добара угрожених пожаром извршило у потпуности, а без последица по ватрогасце.

## Историјат
Историјски гледано, ватрогасци нису увек имали исти ниво заштитне одеће који имају данас. Због тога је већина пожара гашена са спољне стране запаљених објеката, а ретко се улазило у објекте. У почетку, ватрогасна одећа била је више намењена заштити од топлоте и влаге него за заштиту од пламена. Почетком деветнаестог века носиле су се филцане капе различитог дизајна и више су имале естетску него функционалну намену; нису пружале никакву заштиту од пламена или повреде главе, већ су спречавале да вода допре до лица ватрогасца. Претечу модерне ватрогасне кациге развио је 1830. године произвођач кофера Henry Gratacap (САД), који је био добровољни ватрогасац у граду Њујорку. Видео је потребу за боље дизајнираним шлемом (кацигом) који је био и функционалан и пружао је заштиту носиоцу. Овај шлем је данас препознатљив као "New Yorker" стил и мало је промењен у свом општем облику. Шлем је имао висок врх спреда, који је држао штит, који је обично био украшен именом и бројем компаније, а такође је био израђен од осам ребрастих делова на куполи (за додатну крутост) и дугачак стражњи обод, који је одводио воду од врата ватрогасца.
Дуги капути који су се ностили у почетку, а који су били направљени од коже или платна, касније од гуме, били су претече модерних јакни. Ови капути су имали филцану или вунену међупоставу, која је зими штитила од хладноће. Касније се ова међупостава развила у заштитни слој од топлоте, који се налази у данашњим модерним јакнама. Ранији гумени капути (кабанице) били су много дужи од данашњих модерних јакни; били су дужине до средине бедара и носили су се са дубоким гуменим чизмама изнад колена ("три четврт чизме"). Међупростор између чизме и капута представљао је дисконтинуитет заштите од пожара. Стога је овај систем замењен модерном комбинацијом јакне, панталона са трегерима и краћим гуменим или кожним чизамама
Комбинација модерне троделне одеће са одвојеним апаратом за дисање (self-contained breathing apparatus – SCBA), личном заштитном опремом (Personal Alert Safety System – PASS) и савременом комуникационом опремом учинила је изводљивијим и одрживијим улазак у запаљене зграде. Модерне јакне и панталоне направљене су од ватроотпорних тканина (углавном од арамидних влакана као што су Nomex и Kevlar) или полибензимидазола (PBI). Одређеним прописима (закони/правилници и стандарди на које се они позивају) дефинисани су сви битни елементи личне заштитне опреме, у зависности од услова под којима ће се иста примењивати (време излагања, степен опасности) – од компонената личне заштитне опреме, њихових перформанси, безбедности, испитивања и сертификације, до одржавања и одлагања на крају животног века.

## Услови примене одеће за заштиту од пламена и топлоте
У условима дејства пламена и топлоте, људи морају бити заштићени од: пламена, контакта са врелим површинама, зрачења топлоте, варничења и капања растопљених метала, врелих гасова и пара.
Главни фактори који утичу на повређивање пламеном су:
- интензитет топлоте и начин како се мења у току излагања;
- трајање излагања пламену;
- укупна изолација између извора пламена и коже;
- оштећење материјала одеће у току излагања итд.

Заштита од пламена и топлоте може бити различита, у зависности од услова у којима се примењује:
- одећа за повремено излагање умереном нивоу топлоте;
- одећа за продужену заштиту, где је носилац изложен јаком зрачењу топлоте,
- одећа за заштиту од директног пламена, нпр. одећа за ватрогасце.

Код избора материјала за израду одеће за ватрогасце мора се водити рачуна да материјал буде пропустљив за водену пару (испарени зној) („дишљив“, „вентилишући“), како би се испаравањем зноја и одвођењем од тела регулисала телесна температура и спречио топлотни стрес. Топлотни стрес је главни узрочник смртних исхода код ватрогасаца, много чешћи од гушења или пламена, односно опекотина.

## Врста ЛЗО за ватрогасце

### Станична униформа
Прва компонента ватрогасне опреме је униформа коју ватрогасац носи у кругу станице. Њена сврха је да обезбеди удобну одећу за кретање у кругу станице,  а која неће ометати примену личне заштитне опреме, која се носи преко станичне униформе током било које интервенције. Друга компонента станичне униформе су заштитне ципеле, које се обично називају радним чизмама. Ове ципеле морају бити опремљене сигурносним деловима за прсте и ђоновима отпорним на пробијање. Одређеним стандардима јасно су дефинисане карактеристике личне заштитне одеће и опреме и услови њихове примене.

### Заштитни комплет
Одећа за интервенцију може се састојати од комбинације панталона са трегерима, чизама и јакне. Модерни сетови користе комбинацију панталона и јакне. Предност ове комбинације је покривање преклапањем, да би се створио заштитни омотач за ватрогасца.
Примећено је да се мала деца, која се налазе у опасним околностима као што је пожар у згради, могу уплашити од изгледам ватрогасаца, који су тако опремљени. Да би се предупредио тај потенцијални проблем, многа ватрогасна одељења имају школске презентације, како би се деца упознала са опремом и тиме осигурало да буду мирна и кооперативна у опасним ситуацијама.

## Текстилни материјали за заштиту од пламена и топлоте
За израду заштитне одеће за ватрогасце користе се материјали који се тешко пале, а ако се запале, имају малу брзину ширења пламена, или су самогасећи (када се уклони пламен, престају да горе), не скупљају се и не топе при излагању топлоти. Бирају се такви материјали да при горењу не долази до стварања отровних испарења.  
За израду одеће за заштиту од пламена и топлоте најважнији је правилан избор материјала и њихове комбинације у свим слојевима одеће, јер се заштита од пламена и топлоте постиже применом комплетне заштитне одеће. У пракси се примењују различити текстилни материјали, који могу бити израђени од влакана која су постојана на дејство пламена (нпр. вуна), влакана која су дорађена на незапаљивост (целулозна влакна), тзв. влакана високих перформанси, произведених за ове немене, или њихових мешавина.

### Матријали за заштиту од пламена и топлоте
С обзиром на запаљивост, влакна се сврставају у четири категорије:
1. незапаљива (азбест, стаклена, керамичка, метална, угљенична),
2. теже запаљива (полиамид, полиестар, полиетилен, вуна),
3. лако запаљива (вискозна, памук, лан, природна свила) и
4. веома лако запаљива влакна (капок).

Азбестна влакна (канцерогена), стаклена (изазивају иритацију коже) и керамичка (тешка за обраду), упркос постојаности на топлоти, имају ограничену примену.
За заштитну одећу за ватрогасце и друге примене развијена су арамидна влакна, постојана на високим температурама. Да би се обезбедила већа механичка стабилност, препоручује се тканина од комбинације ових влакана. Познати представници арамидних влакана су:
- Nomex је постојан на пламен. Стабилан је на 180 °C у току преко 3000 сати.[4]
- Kevlar се користи за ојачање производа од Nomex влакана у изради одеће која штити од пламена.
- Twaron и Technora имају повећану термичку постојаност.

За израду одеће за заштиту од пламена и топлоте значајна су и друга влакна:
- Kermel влакно се може користити дуже на 280 °C, не прихвата пламен и не топи се.
- За израду комплета одеће за ватрогасце посебно је погодно PBI влакно у комбинацији са другим ватроотпорним материјалима, јер не сагорева на ваздуху и не издваја токсичне гасове.
- Полуугљенична влакна имају одличну отпорност на топлоту, не горе у ваздуху, па су идеална у заштити од отвореног пламена, јер могу да издрже температуру пламена и преко 1000 °C. Посебно су подесна у мешавинама са вуном и у слојевитим комплетима заштитне одеће.
- Алуминизирана тканина погодна је за рад близу ватре, али не и за приступ ватри.[5]
- Ватростална влакна: стаклена, керамичка, силицијум-диоксидна влакна итд.

У ситуацијама када, приликом гашења пожара, постоји ризик и од других опасности (хемијске, биолошке и радијационе), у пракси већина земаља примењује одећу са активним угљем, а најпознатији је Gore®Chempak® материјал, а за заштиту од радиоактивне средине користе се густо ткани материјали од угљеничних влакана. Тканина за израду ове одеће састоји се од два слоја. Унутрашњи слој садржи активни угаљ који апсорбује честице агенса. Спољашњи слој обезбеђује механичку јачину, постојаност на топлоту и пламен и заштиту од временских прилика.

### Одећа за заштиту од пламена и топлоте
Што је опасност већа, то су погодније тканине веће густине. Gore-Tex материјал не пропушта воду и ветар, али пропушта водену пару, што омогућава уклањање зноја, па је одећа удобна за ношење.
Арамидна влакна високих перформанси као што су Kevlar и Nomex користе се за заштиту од хемикалија, топлоте и других опасности. Препоручује се и употреба алуминизиране тканине као слоја који блокира пламен.
Критеријуми за избор одеће за заштиту од пламена и топлоте су:
- висок ниво успоравања горења – не сме да доприноси озлеђивању носиоца;
- ниско скупљање, чиме се одржава изолациони слој ваздуха и спречава директно излагање опасности;
- добра топлотна изолација – неколико слојева топлотне изолације или ваздушних међупростора смањује пренос топлоте, што даје потребно време за повлачење из зоне опасности пре настанка оштећења;
- пажљив избор материјала, да би се спречио/смањио развој опасних испарења и дима у затворним просторима;
- избегавање влакана која се топе на ниским температурама, да би се спречило да се одећа у контакту са кожом топи;
- лако чишћење и постојана отпорност на пламен;
- лагана и удобна;
- одбијање уља – заштита од горивих супстанци (уља и растварачи).

Карактеристике противпожарне одеће су: постојаност на пламен/незапаљивост, дишљивост, удобност при ношењу, висока постојаност на абразију, лагана. За заштиту ватрогасаца од интензивног топлотног зрачења, додира са пламеном и врелим ваздухом, употребљава се заштитна одећа, најчешће израђена од алуминијумских влакана. За заштиту ливаца од пламена и варница/капљица метала такође се примењује алуминизирана одећа.

## Конструкција
Сагласно одговарајућим националним стандардима, спољна одећа мора имати три компоненте: спољашни омотач, баријеру влаге и топлотну баријеру. Између ових слојева су ваздушни џепови који се називају „мртве зоне“. Ови слојеви ваздуха, заједно са три заштитна слоја, помажу да се носилац даље изолује од екстремне околине пожара. Обично су панталоне опремљене појачаним коленима и кожним манжетнама.
Материјали који се користе за три слоја у панталонама и капутима могу варирати, али је често укључена комбинација материјала Nomex/Kevlar. Један од примера (Одељење за ватрогасну службу града Лос Анђелеса, 2005. год.) је :
- Спољашњи омотач: мешавина Nomex/Kevlar у „ripstop“ преплетају (специјално ојачање тканине, које тканину чини отпорном на хабање и цепање), са дорадом на водоодбојност.
- Слој топлотне изолације: прошивен изолациони слој.
- Топлотна и баријера влаге су спојене шивењем ради лакшег уклањања у циљу одржавања (прања и чишћења) или поправке и замене од спољног омотача.
- Баријера влаге: дишљиви (вентилишући) материјал комбинован са тканином ламинираном мешавином Nomex/Kevlar.

Одговарајући стандарди приписују правилно ношење заштитен одеће ради заштите од излагања топлоти, воде и рушевина.

## Делови ЛЗО за ватрогасце

### Панталоне
За постизање потпуне заштите ватрогасаца, неопходна је правилна употреба заштитне одеће. Прво се облаче панталоне. Њихове перформансе морају одговарати условима и напрезањима којима ће бити изложене у току ношења. Панталоне се складиште заједно са чизмама, на начин који обезбеђује ефикасан и брз приступ у случају потребе.

### Јакна
Ватрогасци носе специјално дизајниране јакне. Велики џепови омогућавају ношење алата и опреме, а рефлектујуће сигурносне траке осигуравају да ватрогасци остају међусобно видљиви. Заштитне јакне обично имају чичак или патент затварач који омогућава ватрогасцима да правилно и ефикасно носе овај комад заштитне одеће. Постоји и преклоп који покрива ово подручје затварања и штити га од топлоте, оштећења и лабављења. Траке око руке одређене ширине, израђене од 100% Nomex влакана, обезбеђују потпуну заштиту руку. Конструисане су тако да спречавају опекотине на зглобу, а истовремено остају флексибилне.

### Комбинезон
Комбинезони су доступни у истим материјалима и спецификацијама. Обично комбинезон има кабл око струка, да би се боље уклопио. Због величине, теже га је повити око чизама.

### Чизме
Чизме за ватрогасце су израђене од гуме или коже са уметком од челичне траке. Чизме су увучене у ногавице панталона како би задржале топлотну заштиту. Када се панталоне и чизме не користе активно, панталоне су уклопљене у чизме, ради бржег облачења у случају потребе. Због огромног броја потенцијалних опасности за стопала у току гашења пожара, чизме морају бити у стању да се носе са различитим опасностима. Све чизме морају бити опремљене сигурносним прстима и ђоном који је отпоран на пробијање, како би се спријечило пробијање оштрим предметима на које се може наићи.

### Маска и остали делови опреме
Када кациге немају уграђену заштиту за уши, врат и лице, ватрогасци носе заштитну маску, која је дизајнирана и опремљена да заштити уши, врат и делове лица ватрогасца који нису заштићени маском SCBA (self-contained breathing apparatus). Направљени су од двослојне Nomex плетенине одређене површинске масе. Nomex плетенина је стандардна и отуда потиче и назив Nomex кацига. При облачењу, прво се капуљача увуче у огрлицу, па тек онда се ставља маска SCBA, тако да се капуљача навуче преко лице и да покрива сву изложену кожу.

### Кацига(шлем)
У првим годинама примене, прва функција ватрогасне кациге била је да разлива воду. Данас је првенствено дизајнирана да заштити ватрогасца од повреда главе у току гашења пожара. Друга улога ватрогасне кациге је заштита од топлоте, а тиме и од опекотина на глави. Обезбеђује тврд оклоп, електричну, топлотну и заштиту од паре, а код неких типова кацига, заштитних наочара, штитник за лице, са два комада кратког склопивог штита који прекрива очи. Све то обезбеђује висок степен заштите очију током операција спашавања и извлачења. Ватрогасни шлемови су направљени од разних материјала, укључујући непроводљиве материјале за заштиту од електричне струје, комбинацију угљеничних влакана и пластике која даје кациге мале масе, које су удобне, и Kevlar влакана, која дају чврстоћу и заштиту. Више традиционални амерички заштитни шлемови направљени су од коже.
Дизајн шлемова може бити различит и зависи од захтева службе или одељења. Неки шлемови су опремљени заштитом за лице која штити лице ватрогасца од топлоте, прашине, воде и крхотина приликом гашења пожара или других интервенција. У случају изложености пожару, штит пружа бољу заштиту лица од топлоте, док заштитне наочале пружају бољу заштиту очију у операцијама спашавања.

#### САД
Постоје четири основне компоненте ватрогасних кацига:
1. Шкољка (оклоп) кациге: добро избалансирана, лагана и дизајнирана да пружи максималну заштиту. Садржи предњи руб (пружа заштиту за подручје "очи и лица"), стражњи руб (заштита "врата" од остатака и отицања воде) и подигнут врх (осигурава стабилност од ударца одозго).
2. Ударни прстен: спужвасти гумени ударни прстен одређене дебљине, који апсорбује енергију удара.
3. Облога кациге: Пластична облога високе густине, израђена од ватроотпорног памука и Nomex влакана; потпуно прилагодљива; поседује одговарајући каиш ("NAPE Strap") који  се подешава тако да чврсто држи потиљачни део главе.
4. Ремен за браду: црна најлон трака одређене ширине са чичак траком на једном крају и кожном бочном копчом, да би се образ заштитио од металне копче. Ранији типови кацига били су конструисани од челичног спољњег омотача са ребрастом конструкцијом за додатну чврстоћу и компримоване плуте нанете на спољашњу површину. Дизајн и облик шлема су такви да преусмеравају воду и крхотине из подручја главе и врата, што такође спречава повреде ватрогасца у случају пада отпада.

#### Европа
У Европи и неким европски оријентисаним земљама дизајн кацига разликују се од дизајна у САД по томе што не поседују обрубе. Кациге у пилотском стилу имају обод на предњој страни кациге и облик који више покрива главу. Врат је заштићен комбинацијом визира од Nomex или сличног материјала и завесе на врату у облику фолије која се спаја са стражњом страном кациге. У већини конструкција Nomex тканина такође штити подручје око лица и предњи део врата. Најчешће коришћена кацига је Ф1 кацига, иако је у употреби још неколико других дизајна. Овие шлемове имају уграђену заштиту за лице (визире) и заштиту за очи која се закреће у љуску кациге ради заштите. Одређени стандард одређује својства која се траже за заштиту, удобност и трајност. Постоје опционе спецификације које задовољавају националне захтеве.

### Заштита руку
Ватрогасцима су на располагању многе врсте заштите руку, од којих су најчешће радне рукавице и структурне ватрогасне рукавице.
Радне рукавице су обавезне за све ватрогасне службе у ситуацијама када  ватрогасне рукавице нису неопходне. Оне омогућавају бољу мобилност за обављање различитих функција, од преношења терета до одржавања возила. Радне рукавице су обично направљене од коже или сличног материјала.
Рукавице за извлачење сличне су према дизајну и изгледу рукавицама аутомеханичара, али су направљене од материјала који је отпорнији на пуцање и пробијање, као што је Kevlar, а који су довољно лагани да омогуће спретан рад руку са опремом за спашавање и понекад омогућавају опипавање пулса жртве. Оне се користе при трагању и спашавању, извођењу возила и сличним применама, али нису намењене за гашење пожара.
При гашењу пожара морају се носити структурне ватрогасне рукавице. То су  последњи комади заштитне опреме који се навлаче, зато што је потребна слободна покретљивост прстију за обављање функција као што је правилно постављање SCBA маске и прецизно затезање траке за кацигу. Рукавице се навлаче преко рукава и испод дисталног дела рукава капута, осигуравајући потпуно затварање рукава. Рукавице су дизајниране да штите од екстремне топлоте и разних предмета и да омогуће покретљивост прстију. Обично се покретљивост жртвује да би се обезбедила адекватна заштита од загревања и оштрих предмета. Новији модели рукавица су лакши и не губе флексибилност када се осуше након квашења.

## Остала ватрогасна одећа
Поред наведене одеће, ватрогасци носе и друге типове заштитне одеће. Ту спада одећа са спољашњим слојем од металик материјала који рефлектују топлоту, а коју користе ватрогасци у условима развијања екстремне топлоте, као што су пожари авиона и пожари неких хемикалија.
Такође, ту спада и одећа за заштиту од контакта са опасним материјама, класе од А до Д. Класа Д је радна униформа са штитником за лице, респиратором, кецељом и рукавицама. Сви остали нивои носе се са структурном ватрогасном опремом за личну заштитну до различитог степена. Највиши ниво заштите је А.

## Галерија
- Немачки ватрогасци са шлемовима типичним за неколико земаља са немачког говорног подручја. Јасно су уочљиве рефлектујуће траке на прслуцима.
- Два бечка ватрогасца са Ф1 кацигом, док им је врат покривен марамама од алуминијума
- Загребачки ватрогасац чије је лице заштићено штитником који је уграђен у саму кацигу
- Ф1 шлем
- Шлем коришћен у ватрогасним јединицама у Америци
- Ватрогасци у Чикагу са кожним јакнама и чизмама
- Појас, заједно са рукавицама и осталим алатом
- Ватрогасци у Монтреалу у пуној опреми током интеревенције гашења пожара